# Ostratice
Ostratice (in ungherese Sándori) è un comune della Slovacchia facente parte del distretto di Partizánske, nella regione di Trenčín.